# Johnny Stompanato
Johnny Stompanato, Jr., född 9 oktober 1925 i Woodstock, Illinois, död 4 april 1958 i Beverly Hills, Kalifornien, var en amerikansk marinkårssoldat, livvakt till gangstern Mickey Cohen och pojkvän till Hollywoodskådespelerskan Lana Turner.
Stompanato hade rykte om sig att vara svartsjuk och våldsam. Han hotade bland annat Sean Connery med pistol och anklagade honom för att ha en affär med Turner. Stompanato höggs till döds med kniv av Lana Turners dotter, Cheryl Crane (född 1943), under ett bråk mellan honom och Lana.
Stompanato porträtteras av Paolo Seganti i filmen L.A. konfidentiellt. 